# Saunder (Mondkrater)

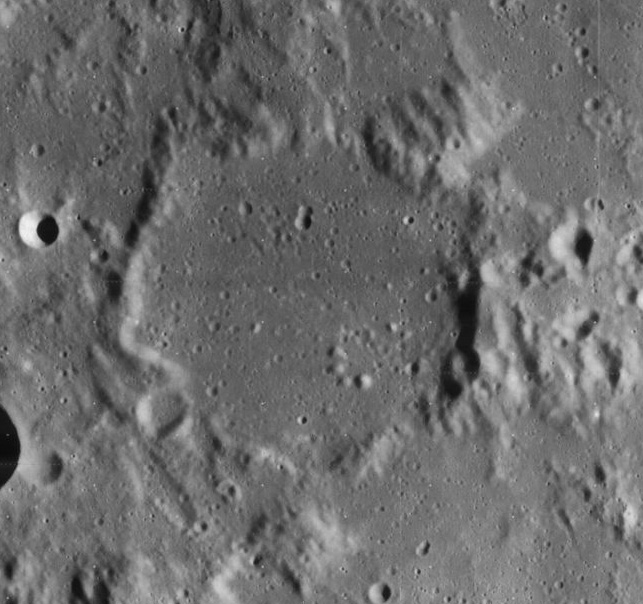
Saunder Crater

Saunder ist ein Einschlagkrater auf der Mondvorderseite südöstlich des Sinus Medii, nordöstlich des Kraters Hipparchus.
Der Krater ist stark erodiert, der Kraterrand von unregelmäßiger Form, das Innere weitgehend eben.
| Buchstabe | Position          | Durchmesser | Link |
| --------- | ----------------- | ----------- | ---- |
| A         | 4,01° S, 12,24° O | 7 km        |      |
| B         | 3,93° S, 9,78° O  | 6 km        |      |
| C         | 2,78° S, 10,48° O | 3 km        |      |
| S         | 2,39° S, 9,71° O  | 3 km        |      |
| T         | 4,06° S, 10,38° O | 7 km        |      |

Der Krater wurde 1935 von der IAU nach dem britischen Astronomen Samuel Arthur Saunder offiziell benannt.